# Weihnachtsmarkt auf Schloss Thurn und Taxis
Der Romantische Weihnachtsmarkt auf Schloss Thurn und Taxis ist ein Weihnachtsmarkt, der seit 2001 in Regensburg auf dem Schloss St. Emmeram der Familie Thurn und Taxis stattfindet. Er wird jährlich ab Ende November durchgehend über den gesamten Advent bis einschließlich 23. Dezember veranstaltet.

## Hintergrund
Der Weihnachtsmarkt wird seit 2001 ausgerichtet. der Eintritt ist kostenpflichtig, dabei fallen werktags und am Wochenende unterschiedliche Eintrittspreise an. Im Vorfeld der 2014er-Auflage hieß es, dass die Besucherzahl „mittlerweile über 200 000 pro Jahr“ betrage. Im Rahmen der Eröffnung der 2017er-Veranstaltung wurde gegenüber der dpa ein Wert von „etwa 300 000 Menschen“ im Vorjahr kommuniziert. Den Besuchern standen dabei laut Angaben des Veranstalters gut 100 Marktbeschicker an 130 Ständen gegenüber, die den Gästen ein handwerkliches Warenangebot unterbreiten. Konkret handelte es sich dabei um Handwerker aus historischen Berufen wie Drechsler, Schmied, Herrgottschnitzer, Kerzenzieher, Krippenbauer, Töpfer, Bürsten- und Besenbinder.
Mitte November – ungefähr zwei Wochen vor der Eröffnung des Weihnachtsmarkt – finden im Wald der Familie Thurn und Taxis beim Halali das traditionelle Fällen eines Weihnachtsbaums und die Präsentation des „Fürstlichen Christkinds“ statt, dessen Position mit einem von BR und MZ begleiteten Casting besetzt wird. Das Christkind selbst hat dann während des Marktes jeden Tag drei Auftritte zur Begrüßung der Gäste.
Zu den Programmelementen gehört auch, dass Gloria von Thurn und Taxis die Weihnachtsgeschichte liest und mit Unterstützung der bekannten Regensburger Band Sacco & Mancetti sowie mit Künstlern der Lebenshilfe Weihnachtsklassiker präsentiert. Das Weihnachtssingen mit den Besuchern sei ihr „schönster Programmpunkt“, so die Hausherrin.
Im Jahr 2014 wurde erstmals der fürstliche Schlosspark für Besucher geöffnet. Seitdem ist er während des Weihnachtsmarktes an vier Tagen die Woche auch für dessen Besucher zugänglich.

## Berichte und Bewertung
Im Jahr 2009 produzierte der öffentlich-rechtliche deutsche Auslandsfernsehsender DW-TV eine vierteilige Dokumentation über den Romantischen Weihnachtsmarkt.
In verschiedenen Online- und Printberichten, die teilweise konkrete Listen von den „schönsten“ bzw. „stimmungsvollsten“ Weihnachtsmärkten Deutschlands aufstellen, wird der Romantische Weihnachtsmarkt regelmäßig sowohl von bundesweit erscheinenden Medien wie auch von regionalen Medien aufgeführt.